# Deux heures moins le quart avant Jésus-Christ
Deux heures moins le quart avant Jésus-Christ är en fransk komedifilm från 1982 i regi av Jean Yanne.

## Rollista i urval
- Coluche – Ben-Hur Marcel, "Aminemephet"
- Michel Serrault – Julius Caesar
- Jean Yanne – Paulus
- Françoise Fabian – Laetitia
- Michel Auclair – Consul Demetrius
- Mimi Coutelier – Kleopatra
- Darry Cowl – Faucuius
- Daniel Emilfork – Tatouius
- Michel Constantin – Secutor
- Valérie Mairesse – en prostituerad
- André Pousse – en centurion